# Águas da amargura
Águas da amargura pode significar:

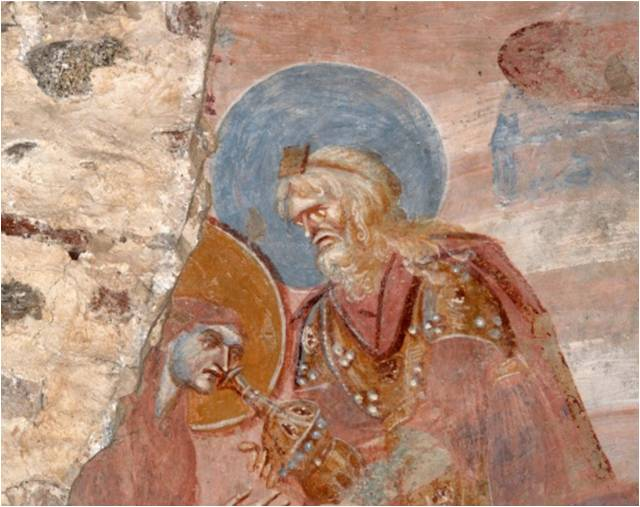
A prova das águas amargas representada num afresco que representa Maria e o sacerdote numa cena retirada dos evangelhos apócrifos (séculos VI-X) na igreja de Santa Maria foris portas em Castelseprio (VA).

- A lei da Bíblia, citada em Números 5:11-31, que consiste em fazer uma mulher suspeita de adultério beber uma água amarga possivelmente contaminada, que trará a morte se ela for culpada, ou trará fertilidade se ela for inocente.[1] Segundo Adam Clarke, comentarista da Bíblia, esta é a origem da ordália.[2]
- O livro Águas de amargura: o drama de Euclides da Cunha e Anna, escrito por Joel Bicalho Tostes.[3]